# كنز الفوائد في تنويع الموائد
كنز الفوائد في تنويع الموائد كتاب عربي لمؤلف مجهول عاش في العصر المملوكي، وعلى الأغلب بمدينة القاهرة، لا يُعرف بالضبط تاريخ كتابته، لكن يُرجَّح البعض أنها في القرن 13. الكتاب يُبرز ازدهار تجارة التوابل في الفترة المملوكية ووصفات إعدادها، ويُعتبر الكاتب شاهدًا على الأحداث والعصر المملوكي. توجد خمس نسخ من هذا المخطوط، إحداها محفوظة في مكتبة بمدينة غوتا الصغيرة شرق ألمانيا. يتميز الكتاب الحالي بخط عربي مشرقي جميل. يحتوي المخطوط أيضًا على قسم آخر تحت عنوان "زهر الحديقة"، وكلا القسمين يُعدان جزءًا من تراث المطبخ المصري.

## المخطوطة
يحتوي الكتاب في الأصل على 23 فصلًا حسب فهرسه، تتنوع بين المشروبات، والطعام، والعطور، والمساحيق المستخدمة في تنظيف الأيدي، بالإضافة إلى بعض الوصفات العلاجية. لكن للأسف، تنتهي المخطوطة عند الفصل العاشر المتعلق بالحلوى، وبذلك يكون المخطوط الحالي يحتوي على 10 فصول و94 ورقة. ومن الأمور المثيرة أن وصفة الكسكس توجد في المخطوطة.